# إلانا بيل
إلانا بيل (بالإنجليزية: Elana Bell)‏ هي مربية وشاعرة أمريكية، ولدت في 1977 في فينسيا، كاليفورنيا.

## السيرة الذاتية
ولدت إلانا بيل في فينسيا بكاليفورنيا. وحصلت على بكالوريوس من كلية سارة لورانس في عام 1999، وماجستير في إدارة الأعمال في الكتابة الإبداعية بالكلية عام 2008. حصلت مخطوطة بيل (مجموعة شعرية): عيون وأحجار، على جائزة والت ويتمان لعام 2011 من أكاديمية الشعراء الأمريكيين. ونشرت المجموعة الشعرية من قبل مطبعة جامعة ولاية لويزيانا في عام 2012. وتلقت بيل منحا من مؤسسة إدوارد ف. ألبي ومؤسسة جيروم ومعهد دريشا لعملها.
تقوم بيل بتدريس ورش عمل الكتابة الإبداعية للنساء في السجون وللمعلمين والطلاب والمنظمة غير الربحية بذور السلام. وهي حاليا الكاتبة المقيمة في أكاديمية برونكس للآداب. وتقيم في بروكلين، نيويورك مع زوجها، الكاتب جاي تشاكرابارتي.

## وصلات خارجية
- الموقع الرسمي